# Ashley Madekwe
Ashley Madekwe (Londen, 6 december 1981) is een Britse actrice.

## Biografie
Madekwe werd geboren in Londen bij een Nigeriaanse vader en een Britse moeder. Zij studeerde af met een bachelor of arts in acteren aan de Royal Academy of Dramatic Art in Bloomsbury (Londen). Tijdens haar schooltijd nam zij deel aan diverse theatervoorstellingen, zoals in King Henry V en Wuthering Heights. Madekwe is in 2012 getrouwd met acteur Iddo Goldberg, zij leerde hem kennen op de set van de televisieserie Secret Diary of a Call Girl.
Madekwe begon in 1999 met acteren in de televisieserie The Bill, waarna zij nog meerdere rollen speelde in televisieseries en films. Zo speelde zij in onder andere Teachers (2001-2002), Secret Diary of a Call Girl (2008-2010), Revenge (2011-2013) en Salem (2014-2017). 

## Filmografie

### Films
Uitgezonderd korte films.
- 2022 Summering - als Joy
- 2019 County Lines - als Toni
- 2018 The Morning After Thrill - als Marie
- 2018 Good Girls Get High - als mrs. D
- 2011 Victim - als Tia
- 2010 The Pink House - als Jamie
- 2010 Above Their Station - als Kelly Eve
- 2008 How to Lose Friends & Alienate People - als Vicky
- 2008 West 10 LDN - als Elisha
- 2007 Cassandra's Dream - als Lucy
- 2006 Venus - als actrice Royal Court
- 2000 Storm Damage - als Annalise

### Televisieseries
Uitgezonderd eenmalige gastrollen.
- 2023 Dr. Death - als dr. Ana Lasbrey - 2 afl.
- 2022 Made for Love - als Zelda (stem) - 6 afl.
- 2021 Tell Me Your Secrets  - als Lisa Guillory - 5 afl.
- 2019-2020 Tell Me a Story - als Simone Garland - 10 afl.
- 2019 Four Weddings and a Funeral - als Julia - 4 afl.
- 2019 The Umbrella Academy als Detective Eudora Patch - 3 afl.
- 2014-2017 Salem - als Tituba - 36 afl.
- 2011-2013 Revenge - als Ashley Davenport - 45 afl.
- 2011 Bedlam - als Molly Lucas - 6 afl.
- 2008-2010 Secret Diary of a Call Girl - als Bambi - 14 afl.
- 2009 The Beautiful Life - als Marissa Delfina - 4 afl.
- 2008 Trexx and Flipside - als Ollie - 6 afl.
- 2007 Drop Dead Gorgeous - als Brogan Tully - 3 afl.
- 2001-2002 Teachers - als Bev - 9 afl.

- Bibliothèque nationale de France: cb16254587m (data)
- Gemeinsame Normdatei: 1244797057
- International Standard Name Identifier: 0000 0003 7205 5230
- Library of Congress Control Number: no2012110545
- Virtual International Authority File: 161497073
- WorldCat: E39PBJhX6XTDFrMCq3Ycgm6VG3